# Cache Creek
Cache Creek är en ort i Kanada.   Den ligger i provinsen British Columbia, i den södra delen av landet, 3 400 km väster om huvudstaden Ottawa. Cache Creek ligger 464 meter över havet och antalet invånare är 1 061.
Terrängen runt Cache Creek är huvudsakligen kuperad, men norrut är den bergig. Cache Creek ligger nere i en dal. Runt Cache Creek är det ganska glesbefolkat, med 43 invånare per kvadratkilometer.. Närmaste större samhälle är Ashcroft, 10,0 km söder om Cache Creek.
Trakten runt Cache Creek består i huvudsak av gräsmarker.

## Galleri

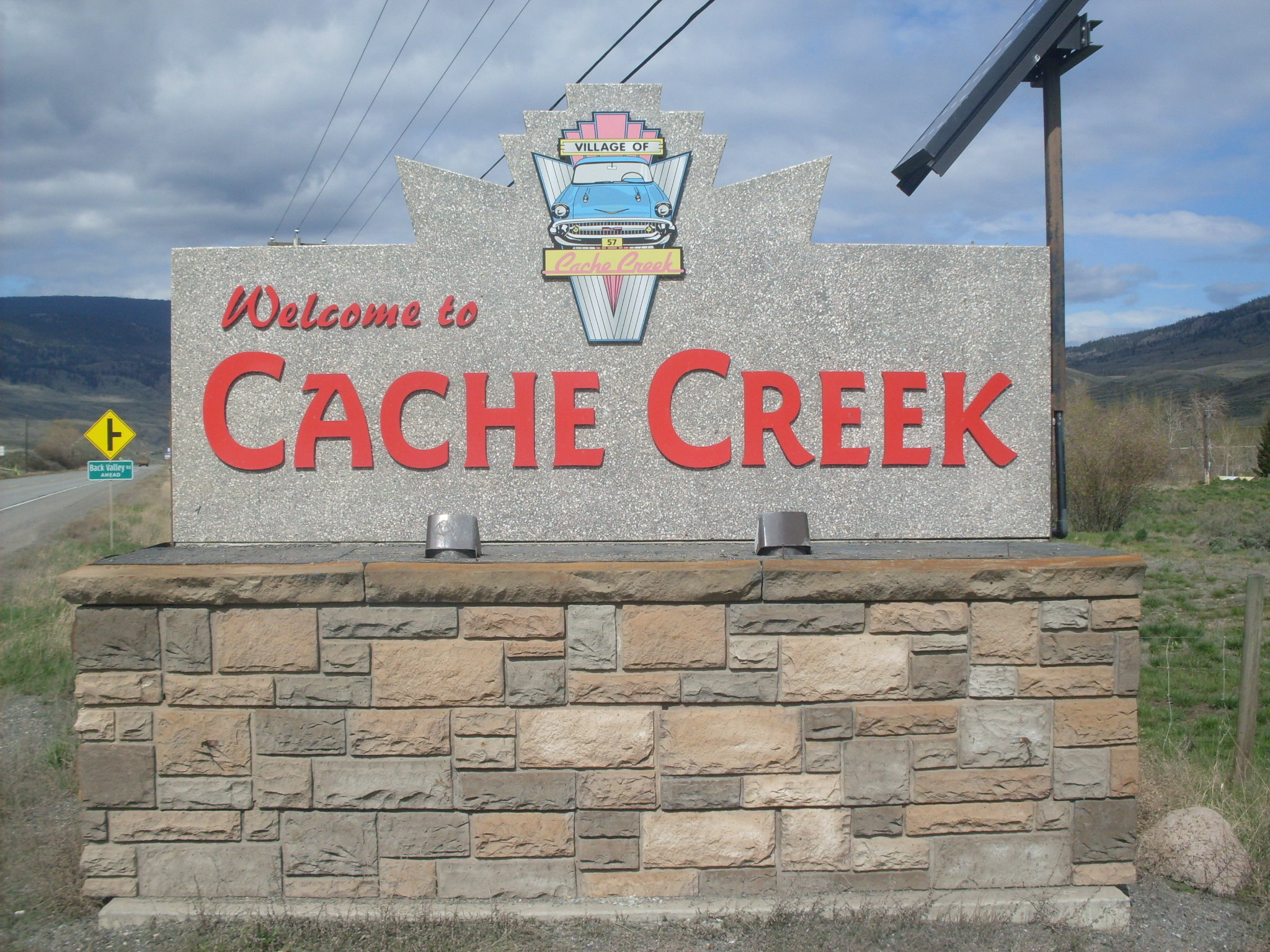
Välkomstskylt
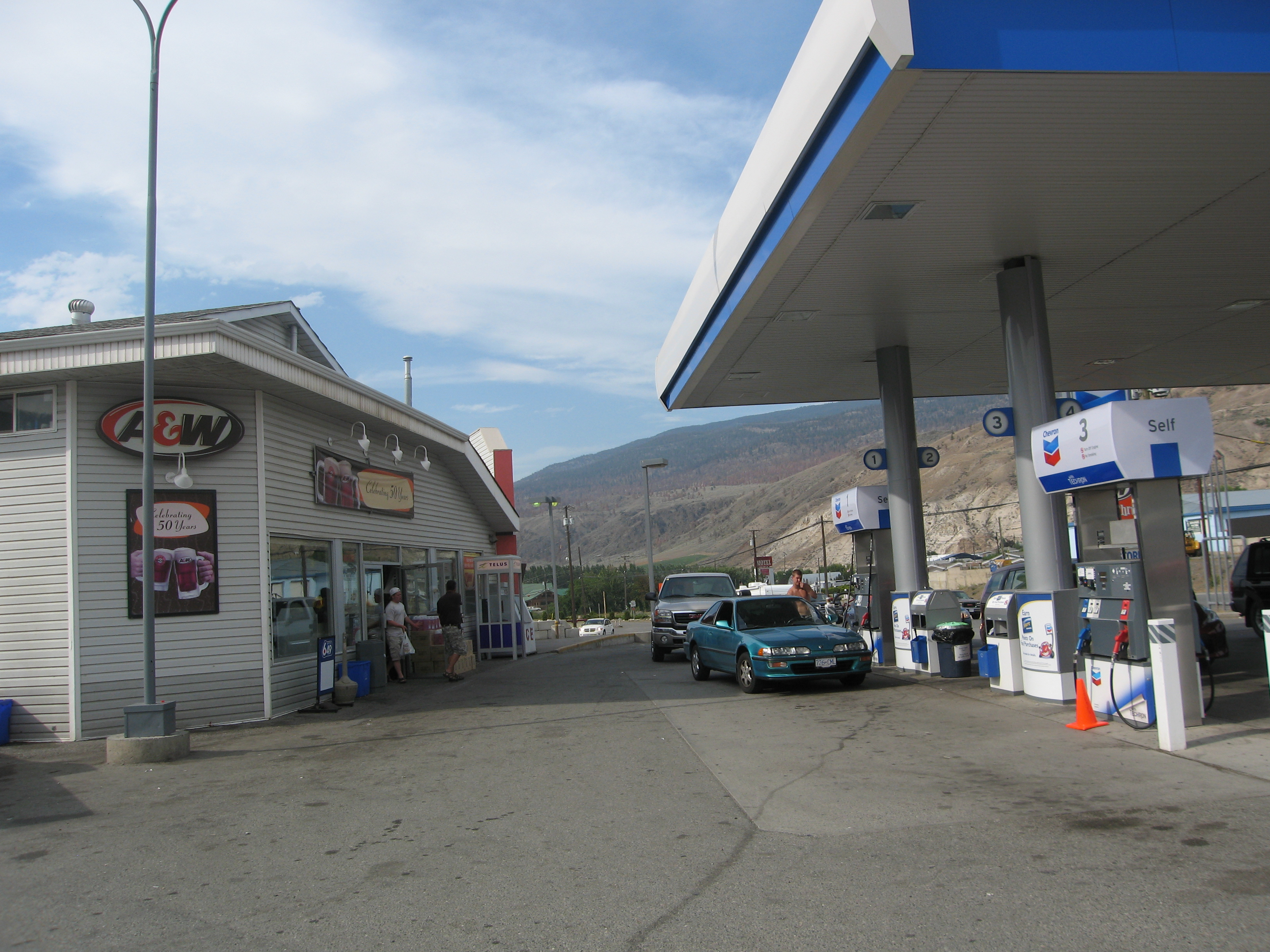
Bensinstation